# Лоте
„Лоте“ (на корейски: 롯데, на английски: Lotte) е южнокорейски многонационален конгломерат. „Лоте“ започва своята история на 28 юни 1948 г. от корейския бизнесмен Шин Кюк-хо в Токио. Шин разширява „Лоте“ до страната на предците си, Южна Корея, със създаването на сладкарски изделия в Сеул на 3 април 1967 г. „Лоте“ в крайна сметка се превръща в петия най-голям бизнес конгломерат в Южна Корея.